# Michaela Šojdrová
Michaela Šojdrová (Praag, 9 april 1962) is een Tsjechisch jurist en politicus.
Šojdrová zetelt sinds 2014 in het Europees Parlement in de driekoppige KDU-ČSL-fractie. Ze is vice-voorzitter van de commissie cultuur en onderwijs.
- International Standard Name Identifier: 0000 0000 5674 6048
- Nationale Bibliotheek van Tsjechië: jx20050518014
- Virtual International Authority File: 84322446